# Storm van 14 juli 2010
De storm van 14 juli 2010 was een storm die op woensdag 14 juli 2010 over België, Duitsland, Luxemburg, Nederland en Zwitserland trok. De storm ging gepaard met downbursts en gustnado's. Ook ontstonden er meerdere windhozen, waaronder in Friesland.

## Meteorologische achtergrond
Reeds enige dagen was er warme lucht boven Europa met temperaturen tot boven de 30 °C. Op 14 juli lag er ten zuidwesten van Ierland een lagedrukgebied. Boven Oost-Europa was er juist een krachtig hogedrukgebied. Hierdoor was er een zuidelijke stroming die koelere lucht over het continent bracht. De temperatuurverschillen veroorzaakten een hevig weersysteem boven Frankrijk die zware onweersbuien produceerde. De luchtdruk bij Reims nam eerst met 7 hPa per drie uur af om daarna te stijgen met 6 hPa per drie uur. Gedurende de middag trok de depressie snel over België en Nederland.

## Gevolgen

### België
In België werd een windstoot van 137 km/u geregistreerd. De temperatuur in Diepenbeek daalde in een uur tijd van 31,0 tot 18,8 °C. Valwinden zorgden voor grote schade rond Ciney.

### Duitsland
Op maandag 12 juli waaide er al een zware storm over Noordrijn-Westfalen. Twee dagen later was de storm minder hevig. Desondanks raakten in Aken acht mensen gewond. Düsseldorf Airport moest tijdelijk gesloten worden. De stad Goch werd getroffen door een windhoos evenals Hervest. De Sluis Dorsten raakte beschadigd, volgens ooggetuigen door een windhoos.

### Nederland

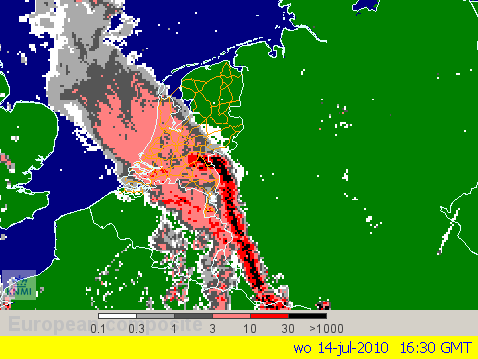
Boogecho boven Nederland op 14 juli 2010

In Nederland werden windsnelheden tot 125 km/u gemeten. Het dorp Neerkant werd getroffen door een vortex. Kort daarop werd een camping in Vethuizen getroffen door een downburst. Daarbij vielen een dode en negen gewonden, van wie later een alsnog overleed. Het KNMI stelde een onderzoek in om oorzaak en omvang van de hoge windsnelheden te bepalen.
Beelden van de storm: https://youtu.be/wA_VempTnSM?si=clBlHLAtqIUNb7C8
https://youtu.be/SDuAKyrq_0U?si=cgeZxdBDQinlM4RE

### Zwitserland
In het Surbtal waaiden krachtige winden met snelheden tot 109 km/u.